# Voivodato di Rzeszów

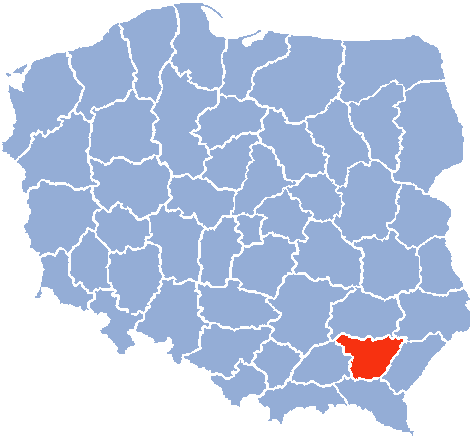
Voivodato di Rzeszów

Il voivodato di Rzeszów (in polacco: województwo rzeszowskie) è stato un'unità di divisione amministrativa e governo locale della Polonia che è esistito in due differenti periodi della storia polacca.

## 1945 - 1975
Il voivodato di Rzeszów 1945-1975 è stato sostituito con la riforma del 1975 dai voivodati di: Rzeszów, Przemysl, Krosno e in parte dai voivodati di Tarnow e Tarnobrzeg.

## 1975 - 1998
Il voivodato di Rzeszów 1975-1998 è stato sostituito nel 1999 dal voivodato della Precarpazia. Le principali città del voivodato erano la capitale Rzeszów e Mielec.